# 福爾摩斯先生
是一部於2015年上映的英國推理片，由比爾·坎登執導，電影根據米基·卡倫的2005年小說《心靈詭計》和虛構人物夏洛克·福爾摩斯作改編。由伊恩·麥克連主演福爾摩斯，蘿拉·琳妮飾演管家蒙洛太太，而米洛·帕克則飾演蒙羅夫人的兒子羅傑。
主要於2014年7月5月在倫敦開拍。電影首映於2015年2月7日的第65屆柏林影展，並在當中作為非競賽片的方式放映。
《福爾摩斯先生》2015年6月19日在英國發行，2015年7月17日排於美國上映。

## 劇情
名動天下的神探福爾摩斯高齡九十三。其兄麥克羅夫特和他最親愛的夥伴華生醫生皆已辭世。深居簡出於海邊農莊中的他，記憶力與健康情況日漸退化，唯養蜂自遣。陪伴他的只有蜜蜂、一個女管家、和她好奇心旺盛而崇拜福爾摩斯的小兒子羅傑。羅傑讀了福爾摩斯關於三十五年前最後一案的記事，亟想得知結果，而老福爾摩斯也憑著大不如前的記憶力繼續寫下去：因連續流產導致精神悒鬱而學習玻璃琴自遣的年輕夫人，和他多疑又暴躁的老公。福爾摩斯從不吝於讓別人知道，好友華生所塑造的神探形象與他本人頗有出入。他早前從被核彈摧毀的日本廣島帶回一株奇蹟生存的花椒，及用以調味的花椒粉，希望連同蜂王乳能有助於增強記憶力。在日本，他本著細膩的觀察判斷接待的日方友人梅崎別有用心，梅崎承認因其戰前駐英的父親在失蹤前的家書提及福爾摩斯，希望這位神探認識他父親並能提供其下落，可惜事與願違。由於羅傑無心的追問與提醒，福爾摩斯終於憶起最後一案的細節：他完美的偵破了年輕夫人的謎局，卻疏於紓解她的孤寂，及他自己的，終於造成無法彌補的後果。而華生照常將案件描述為完美結局，顯示兩名好友在心靈上的相互陌生，最終形同陌路。而在憶起一切後，也告知梅崎，其為英國從事秘密工作的父親後來如何。最終，福爾摩斯終與他自認為虧欠良多的所有人，連同他自己，和解。

## 演員
| 演員          | 角色                               |
| 伊恩·麥克連   | 夏洛克·福爾摩斯（Sherlock Holmes） |
| 蘿拉·琳妮     | 蒙洛太太（Mrs. Munro）             |
| 米洛·帕克     | 羅傑·蒙洛（Roger Munro）           |
| 真田廣之      | 梅崎（Tamiki Umezaki）             |
| 海蒂·莫拉罕   | 安·凱莫特（Ann Kelmot）            |
| 派崔克·甘迺迪 | 湯瑪士·凱莫特（Thomas Kelmot）     |
| 柯林·史塔基   | 約翰·華生（John Watson）           |

## 評價
《福爾摩斯先生》獲得了正面好評。爛番茄根據142位專業影評人持有87%的新鮮度，平均得分7.1／10。Metacritic得分67（滿分100），好評居多。IGN給了電影7.7／10的評價。

## 書籍
| 出版日期 | 書名         | 作者       | 譯者   | 出版社   | ISBN               |
| -------- | ------------ | ---------- | ------ | -------- | ------------------ |
| 2008年   | 《心靈詭計》 | 米契．柯林 | 李淑珺 | 時報出版 | ISBN 9789571348308 |

## 外部連結
- 互联网电影数据库（IMDb）上《福爾摩斯先生》的资料（英文）
- Box Office Mojo上《福爾摩斯先生》的資料（英文）
- 爛番茄上《福爾摩斯先生》的資料（英文）
- Metacritic上《福爾摩斯先生》的資料（英文）
- AllMovie上《福爾摩斯先生》的资料（英文）
- 開眼電影網上《福爾摩斯先生》的資料（繁體中文）
- 时光网上《福爾摩斯先生》的資料（简体中文）
- 豆瓣电影上《福爾摩斯先生》的資料 （简体中文）